# 金蓉
金蓉（?—?），字采江，號衡一，浙江嘉興人。清朝翰林。
金蓉於乾隆三十四年（1769年）中式己丑科二甲第五名進士。選翰林院庶吉士，散館授編修。著有《聽雨軒稿》。